# Adrien-Sébastien de Jessaint
Pour les articles homonymes, voir Jessaint.
Adrien-Sébastien de Jessaint ou Adrien-Sébastien Bourgeois de Jessaint, né le 18 décembre 1788 à Bar-sur-Aube, mort le 23 mars 1850 au château de Beaulieu à Trannes dans l'Aube est un haut fonctionnaire français, conseiller d'État et préfet sous la monarchie de Juillet. 

## Biographie
Adrien-Sébastien est issu d'une dynastie de préfets. Il est un fils du préfet Claude-Laurent Bourgeois de Jessaint et le père du préfet Henri Fernand Bourgeois de Jessaint et un cousin du préfet Ernest Bourlon de Sarty.  
Il commence sa carrière dans le corps du Conseil d'État, où il est auditeur à partir d'août 1810. Il entre ensuite dans l'administration préfectorale comme sous-préfet de Troyes en mars 1811, puis de Genève à partir de juillet 1812. 
Promu maître des requêtes au Conseil d'État en juillet 1814, il est nommé sous-préfet de Soissons en juillet 1815. Il réintègre le Conseil d'État en « service ordinaire » à partir de 1822. Il est ensuite sous-préfet de Saint-Denis de novembre 1823 au 27 juillet 1832 où il est responsable de la reforme de la Gendarmerie Nationale et de l'Instruction publique.
Adrien-Sébastien de Jessaint est installé préfet de la Lozère en septembre 1832.
Il est préfet du Gard, d'octobre 1834 à 1843. Il s'occupe beaucoup de l'enseignement: il fait construire des écoles et il fonde Le Journal des écoles primaires du Gard, journal qui a existé de 1835 à 1839, il subventionne des orphelinats protestants et catholiques et il crée un service d'inspection des enfants trouvés. Il fait beaucoup pour le désenclavement du département par la construction de ponts, routes et chemins de fer. Après avoir envoyé sur place un nombre de commissaires-voyers pour les chemins vicinaux, il installe un service permanent de commissaires-inspecteurs de chemins. Il joue un rôle actif dans réalisation des chemins de fer du Gard. 
Il est promu conseiller d'État en février 1842, mais continue à être en « service extraordinaire », comme préfet. 
Il est préfet d'Eure-et-Loir en février 1843. Le département lui doit l'établissement d'un dépôt général d'enfants trouvés et impotents. 
Il est préfet de la Haute-Marne à partir de janvier 1848. Il est révoqué le 8 mars de la même année, à la suite de la révolution de 1848.

## Honneurs
À Paris, la rue de Jessaint, ainsi baptisée en 1829, lui doit son nom.  La commune de La Chapelle faisait à l'époque partie de l’arrondissement de Saint-Denis (département de la Seine) : en 1860, la rue de Jessaint fit partie de territoire annexé par Paris et la commune de La Chapelle disparut. La place de Jessaint a été incorporée à la place de la Chapelle en 1877. Ouvert par la suite, le square de Jessaint tient son nom de celui de la voie publique. En 1873, l'impasse d'Isly est rebaptisée impasse de Jessaint ; cette voie, qui longeait le faisceau ferroviaire de la gare du Nord, est supprimée lors de l'élargissement de ce dernier,.